# TALA Assurances
Pour les articles homonymes, voir Tala (homonymie).
 (août 2020).
TALA Assurances ou Taamine Life Algérie (en arabe : تأمين لايف الجزائر, en berbère : ⵜⴰⴰⵎⵉⵏⴻ ⵍⵉⴼⴻ ⵍⴻⵣⵣⴰⵢⴻⵔ), souvent abrégé en TALA, est une compagnie algérienne d'assurance de personnes créée en 2010, en tant que filiale de la Compagnie Algérienne des Assurances Transport (CAAT).

## Historique

### Création
La loi no 06-04, du 20 février 2006, modifiant et complétant l'ordonnance no 95-07, du 25 janvier 1995, a établi la distinction entre les activités d'assurances de personnes et celles d'assurances de dommages (biens et responsabilités civiles) (article 203), et a accordé un délai de cinq ans (jusqu'à 2011), aux compagnies d'assurance, pour opérer la séparation intégrale des activités (article 204bis), dans le but d'impulser un nouvel élan au marché des assurances algérien,,.
Pendant la période du différé, la Compagnie algérienne des assurances (CAAT), laquelle exerçait alors toutes les branches d'assurance, entreprend de se mettre en conformité avec la réglementation, en optant pour la conservation de l'activité des assurances de dommages, et par conséquent la filialisation de celle des assurances de personnes.
Une expérience de création d'une joint-venture mixte a été tentée avec un partenaire espagnol d'envergure, avec lequel des échanges ont été entretenus et des formations suivies, de 2007 à 2009. Cependant, cette coopération a dû être abandonnée en définitive, en raison de diverses considérations, tant d'ordre opérationnel que réglementaire.
Par la suite, au regard de l'imminence des échéances, la voie du partenariat national public a été privilégiée. Ainsi, sous la forme juridique de société par actions, la création de TALA a été formalisée, le 11 octobre 2010, et dotée d'un capital social d’un milliard de Dinars algériens (1 000 000 000 DZD), entièrement libéré par les actionnaires, regroupant la Compagnie algérienne des assurances (CAAT, avec 55 % soit 550 000 000 DZD), le Fonds national d'investissement (FNI, avec 30 %, soit 300 000 000 DZD) et la Banque extérieure d'Algérie (BEA, avec 15 %, soit 150 000 000 DZD),,. En 2020, le capital social a été augmenté à un milliard six cent millions de Dinars algériens (1 600 000 000 DZD), par incorporation de réserves facultatives, en conservant la même proportionnalité par actionnaire.

### Agrément
Préalablement au lancement de ses activités commerciales, un agrément a été délivré à TALA, le 9 mars 2011, par l'autorité de tutelle, pour exercer dans le domaine des assurances de personnes, à savoir :
- Accidents
- Maladies
- Assistance (assistance  aux  personnes  en  difficulté, notamment au cours de déplacement)
- Vie-décès
- Nuptialité - Natalité
- Assurances liées à des fonds d'investissement[10]
- Capitalisation
- Gestion de fonds collectifs
- Prévoyance collective
- Réassurance

### Démarrage
TALA a démarré son activité le 1er juillet 2011, à l'instar des autres sociétés d'assurances de personnes nouvellement agréées, bien que prévue initialement pour le 13 mars 2011. En effet, le délai limite de la mise en conformité a été prorogé, en raison de certaines appréhensions, suscitées par des problématiques pratiques, auxquelles les parties-prenantes (sociétés mères/filiales) ont été confrontées lors de la mise en œuvre de la séparation des activités d'assurance. Il s'agissait, d'un côté, du sort réservé aux portefeuilles des assurances de personnes, constitués à l'origine (avant 2011) par les compagnies d'assurances de dommages, et d'un autre côté, des carences en points de vente des nouvelles sociétés, dont le déploiement en nombre suffisant est indispensable pour leur garantir un plan de charge viable, vu que le projet de séparation des activités, dans sa conception, englobait également la démarcation entre les réseaux commerciaux respectifs.
En concertation avec la Société mère, TALA a entamé ses opérations, d'une part, en rachetant le portefeuille de contrats d'assurances de personnes détenu par cette dernière, dont l'évaluation actuarielle a été déterminée par un organisme certifié d'expertise financière, et d'autre part, en mettant à sa disposition le réseau commercial de la CAAT, par convention de distribution, avec l'aval de l'autorité de régulation.

## Activités

### Réseaux commerciaux
Les points de vente de TALA, tous situés sur le territoire algérien, constituent un maillage composite, classé en noyaux concentriques,.

#### Agences directes
Les Agences directes sont des structures décentralisées, à vocation technico-commerciale, lesquelles font partie intégrante de TALA. Depuis 2011, des Agences directes ont été implantées, progressivement, au sein des pôles urbains algériens, eu égard au facteur de concentration démographique et aux opportunités de conclusion d'affaires,,,,.

#### Agents généraux d'assurance
En renfort à son réseau commercial direct, TALA s'appuie sur les agents généraux d’assurance (AGA), du fait des capacités de prospection d'affaires, de ce type d'intermédiaires d'assurance, et de l'assiduité de leur démarchage des clients.
A l'effet de devenir AGA, chaque candidat doit d'abord satisfaire aux critères de moralité, de technicité et d'expérience, arrêtés par la réglementation en vigueur, et une fois retenu, son agrément est formalisé par un contrat de nomination, à soumettre à la validation de l'autorité de tutelle, et qui définit les obligations réciproques, vis-à-vis de la société d'assurance mandante, ainsi que les conditions de sa rémunération.

#### Réseau conventionné
La convention de distribution, établie avec la CAAT, permet à TALA de disposer d'agences présentes au niveau des wilayas d'Algérie, dans le but de renforcer sa proximité de ses clients et d'étayer sa force de vente.
L'avantage de ce type de réseau est la technicité acquise des gestionnaires au niveau du réseau conventionné, déjà exercés au métier des assurances, et qui sont expérimentés et formés pour présenter des offres de couvertures assurantielles adéquates aux divers prospects (grands-comptes et particuliers), et traiter les dossiers de sinistres, en termes de prise en charge des assurés et de décompte d'indemnisations aux bénéficiaires.

### Produits
Se fondant sur la liste des opérations autorisées par l'arrêté d'agrément, les produits assurantiels de TALA couvrent l'état de santé et l'intégrité physique des personnes, en leur offrant l'assistance directe de prestataires professionnels, ainsi que des supports de capitalisation de leur épargne :
- Assurance voyage et assistance[23]
- Assurance temporaire-décès
- Assurance groupe[24]
- Assurance individuelle-accident
- Assurance retraite complémentaire[25]

### Performances
Depuis son lancement en 2011, TALA a réalisé à l'issue de chaque exercice des résultats nets bénéficiaires, et affiche une tendance haussière de son total de bilan,,, :
| Exercice                        | 2011  | 2012  | 2013  | 2014  | 2015  | 2016  | 2017  | 2018  | 2019  | 2020  | 2021  | 2022  | 2023  | 2024  |
| ------------------------------- | ----- | ----- | ----- | ----- | ----- | ----- | ----- | ----- | ----- | ----- | ----- | ----- | ----- | ----- |
| Résultat net                    | 22    | 76    | 185   | 217   | 228   | 90    | 289   | 284   | 165   | 114   | 66    | 76    | 196   | 217   |
| Total net de bilan actif-passif | 1 953 | 2 704 | 3 012 | 3 469 | 4 471 | 5 349 | 6 145 | 6 518 | 6 533 | 6 703 | 7 238 | 7 528 | 7 836 | 8 111 |

## Image de marque

### Dénomination
Dans l'optique de familiariser les prospects avec la marque, l'acronyme TALA (tiré des initiales de la raison sociale TAamine Life Algérie, composée de termes respectivement en arabe, en anglais et en français) s'inspire du terme tala ou thala issu de la langue tamazight (en tifinagh : ⵝⴰⵍⴰ), et repris dans les dialectes maghrébins, signifiant « fontaine » ou « source » (entrant dans la combinaison de noms de plusieurs villages nord africains),,,,.
Il s'agit de l'association, par des liens sémantiques, de l'élément de l'eau à la quintessence de la vie, qui constitue par ailleurs la principale branche d'assurances proposées par l'assureur de personnes, octroyée à l'effet de couvrir l'ultime ressource intrinsèque à chaque individu humain.

### Identité visuelle
Le logo actuel de TALA est fondé sur un ensemble d'éléments identifiants de la Société, :

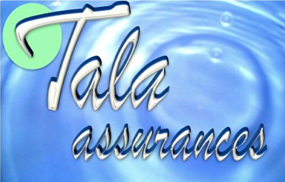
Logo de TALA - 2011
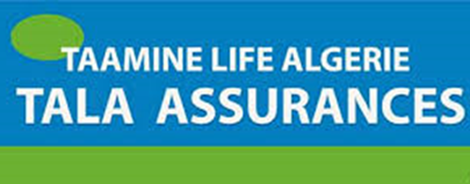
Logo de TALA - 2013
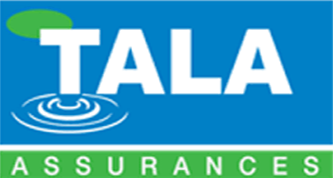
Logo de TALA - 2016
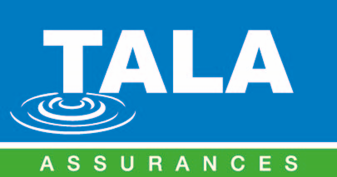
Logo de TALA - actuel

La marque TALA a fait l'objet d'un certificat d'enregistrement, délivré le 3 juillet 2020, par l'Institut national algérien de la propriété industrielle (INAPI).

## Affiliations

### UAR
Dès l'obtention de son agrément pour l'exercice des assurances de personnes, en 2011, TALA a adhéré de plein droit à l'Union Algérienne des Sociétés Algériennes d'Assurance et de Réassurance (UAR), conformément à l'article 214 de l'Ordonnance no 95-07, modifiée et complétée par l'article 33 de la Loi n°06-04.

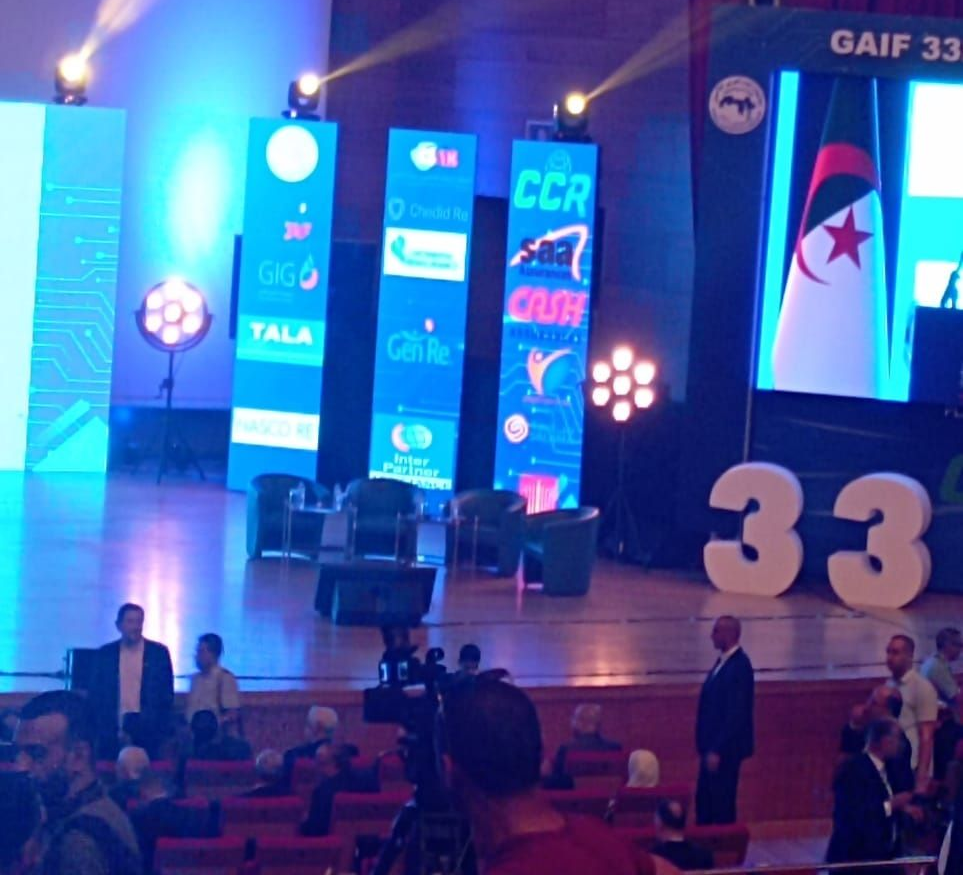
Cérémonie d'ouverture de la 33^{ème} Conférence de l'UGAA, tenue le 5 juin 2022, au Palais des Congrès Mohamed Ben Ahmed, Oran.

### UGAA
TALA est membre de l'Union Générale des Assureurs Arabes (UGAA, en anglais : GAIF), dont les instances ont procédé à la validation de son adhésion, le 19 novembre 2019. Habituellement, les conférences générales de l'UGAA se tiennent tous les deux ans, cependant, au lieu de sa programmation initiale en 2020, la 33e conférence a été reportée de deux ans, en raison du contexte de la pandémie de la Covid-19, pour se dérouler finalement du 5 au 8 juin 2022 à Oran, Algérie. Ainsi, elle a été inscrite sous le thème : «Le nouveau contexte économique et social et son impact sur le secteur de l'assurance : défis et opportunités pour le marché arabe des assurances ?»,.  

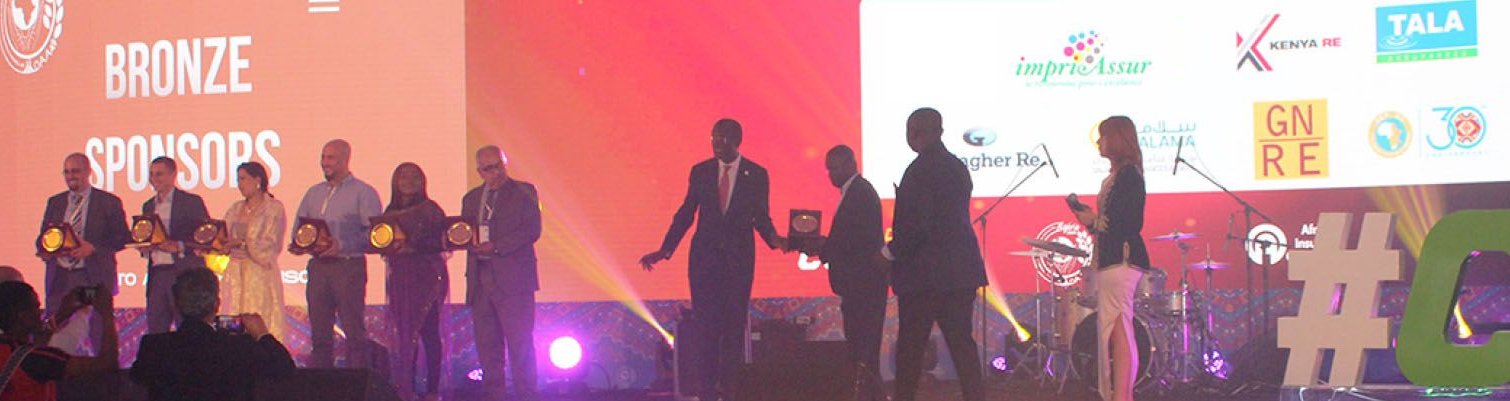
Cérémonie de clôture de la 49e Assemblée Générale de l'OAA, tenue le 31 mai 2023, à l'hôtel El Aurassi, Alger

### OAA
Dès 2020, TALA devient également membre de l'Organisation des Assurances Africaines (OAA, en anglais : African Insurance Organisation (AIO)) ,. La 49e assemblée générale de l’OAA, s'est tenue du 27 au 30 mai 2023, à Alger, et a porté sur le thème « la promotion du partenariat et de la coopération interafricaine en matière d’assurance et de réassurance »,.

## Marché des assurances de personnes en Algérie
TALA évolue dans le secteur des assurances de personnes, lequel est en Algérie encore en phase d'éclosion, car il représente un gisement d'affaires encore non investies, pour un marché ne comptant qu'un total de neuf (09) Assureurs,,. Aussi, à l'effet de fructifier ce domaine et de mettre en valeur l'étendue de ses potentialités, les acteurs du marché estiment qu'il est important de traiter les facteurs de son développement.

### Culture d'assurance
Une proportion réduite de la population algérienne s'intéresse aux avantages procurés par les assurances de personnes, en raison de divers motifs (ayant fait l'objet de recherches et de sondages), à l'endroit desquels des actions constantes doivent être entreprises, d'information sur les couvertures financières octroyées et de sensibilisation sur les supports de capitalisation de l'épargne disponibles, et dont l'utilité publique apparait avec acuité, en particulier, lors de la survenance de crises sanitaires majeures (exemple : Covid-19),,,,,,,,.

### Numérisation
L'intégration des moyens informatiques, dans l'ensemble des processus d'assurance (ERP) et des transactions corollaires (monétique), permettra d'améliorer les niveaux de qualité des prises en charge des Assurés, en termes de suivi des fichiers clients et de réduction des délais de règlement des dossiers,,,.

### Innovation
Il s'agit d'entreprendre constamment la recherche actualisée des besoins des clients en matière de couvertures, voire proposer des modes d'assurances de personnes compatibles avec leurs orientations comme par exemple le Takaful,. A ce titre, le 20 décembre 2021, en partenariat avec sept (07) autres actionnaires, TALA a participé à la création et au lancement d'une Société spécialisée dans ce domaine, en l'occurrence El Djazaïr El Moutahida de Takaful Familial, faisant suite à la publication des textes réglementaires fixant les conditions et modalités d'exercice de cette activité.

### Marché financier
la dynamisation de cet appareil donnera l'appel d'air indispensable aux Sociétés d'assurances de personnes, permettant de proposer aux assurés des supports d’épargne rentables et de jouer pleinement leur rôle d'investisseurs institutionnels.